# VoLTE
صدا بر روی فناوری تکامل بلند-مدت یا صدا بر روی اِل‌تی‌ئی به اختصار (VoLTE) یک استاندارد سرعت بالا در ارتباطات بی‌سیم برای گوشی‌های تلفن همراه و پایانه‌های داده می‌باشد؛ که بر اساس شبکهٔ IP گرافیک چند رسانه ای (IMS) به همراه پروفایل‌هایی ویژه برای کنترل و نقشه‌های رسانه‌ای صدا بر روی LTE است که توسط انجمن GSM یا GSMA در PRD IR.92 تعریف شده. این رویکرد نتایج در خدمات صوتی (نقشه‌های کنترل و رسانه) به عنوان جریان داده را درون حامل داده LTE انجام می‌دهد. این به آن معناست که هیچ وابستگی‌ای به حفظ (یا نیاز) میراث شبکهٔ صوتی مدارگزینی نخواهد داشت. VoLTE تا سه برابر ظرفیت بیشتر از صدا و داده‌ها را از 3G UMTS و تا شش برابر بیشتر از 2G GSM دارا است. علاوه بر آن، پهنای باند رو آزاد نگه می‌دارد زیرا که سرآیند بسته‌های VoLTE کوچکتر از آن هستند که در VoIP/LTE بهینه‌نشده استفاده می‌شده.

## تاریخچه
در ماه مه ۲۰۱۴، Singtel نخستین سرویس VoLTE «کامل» جهان را در سنگاپور معرفی کرد، که آن را با گلکسی نوت ۳ ترکیب کرده بود، پس از آن خدماتش در دیگر جهات گسترش داد.

## VoLTE در ایران
در ایران نیز امکان فعال‌سازی این قابلیت وجود دارد؛ هر دو اپراتور همراه‌اول و ایرانسل از Volte پشتیبانی کرده و شرایط فعال‌سازی آن را تعریف کرده‌اند. پیش از هر چیز سیم‌کارت شما باید 4G باشد، در غیر این  صورت ابتدا باید تعویض سیم انجام دهید، سپس از طریق تنظیمات مربوط به بخش سیم‌کارت و ارتباطات تلفن همراه خود، گزینه‌ی Volte Calls را فعال کنید. این موضوع را نیز در نظر داشته باشید که نسخه‌ی اندروید گوشی شما باید 9 به بالا و در گوشی‌های آیفون، IOS 13 به بالا باشد.